# Hrubá Voda-Smilov
Hrubá Voda-Smilov je železniční zastávka ve Smilovském Mlýně v Hrubé Vodě (části Hluboček). Nachází se v km 22,300 železniční trati Olomouc – Krnov – Opava mezi stanicemi Domašov nad Bystřicí a Hrubá Voda.

## Popis zastávky
Zastávka je jednokolejná a je vybavena vnějším úrovňovým nástupištěm o délce 140 m, hrana nástupiště je ve výšce 550 mm  nad temenem kolejnice. Cestujícím slouží přístřešek. Zastávka je osvětlena automaticky ovládanými svítidly.

## Další informace
Zastávka se nachází v Přírodním parku Údolí Bystřice v jeho části - Přírodní rezervaci Hrubovodské sutě.
V minulosti patřila železniční zastávka k bývalé německé zaniklé obci Smilov ve vojenském újezdu Libavá.